# Agencia para la Competitividad de la Empresa
La Agencia para la Competitividad de la Empresa (ACCIÓ) es la agencia pública de Cataluña (España) para la competitividad de la empresa. Adscrita al Departamento de Empresa y Conocimiento de la Generalidad de Cataluña, su objetivo es impulsar la competitividad y el crecimiento del tejido empresarial catalán, a través del fomento de la innovación, la internacionalización empresarial y la atracción de inversiones. De hecho, Acció es también responsable de atraer inversiones extranjeras a Cataluña, una tarea que realiza a través de Catalonia Trade & Investment. La agencia acompaña y asesora a las empresas extranjeras durante todas las fases de sus proyectos, a la hora de buscar socios, los proveedores más competitivos o la última tecnología que necesitan para establecerse en Cataluña. Acció cuenta con una red de 40 Oficinas Exteriores de Comercio en todo el mundo y siete delegaciones en Cataluña.

## Historia
Acció nació en 2008, tras la fusión del Consorcio de Promoción Comercial de Cataluña (COPCA) y del Centro de Innovación y Desarrollo Empresarial (CIDEM), que venían apoyando al tejido empresarial catalán desde 1988. Colabora con entidades empresariales locales e internacionales para sumar sinergias y conseguir que la empresa catalana disponga de un abanico más amplio de instrumentos para crecer en competitividad.
Anualmente, atiende a más 23.000 clientes y acompaña a cerca de 15.000 proyectos. En 2016, a través de las ayudas, movilizó una inversión de más de 100 millones de euros. Desde la oficina de Barcelona, junto con las delegaciones territoriales, se da servicio a más de 5.300 empresas anualmente.

## Misión
La misión de Acció es contribuir al éxito de las empresas a través del fomento de su competitividad, que pasa por el binomio entre innovación e internacionalización. Acció acompaña a las empresas catalanas a lo largo de su proceso de diferenciación competitiva y de búsqueda continua de nuevas oportunidades de negocio. Las orienta para que conozcan su entorno y puedan aprovechar los cambios que  tienen lugar, potenciando aquellos elementos que les permiten diferenciarse y situarse en una posición ventajosa ante los retos futuros y globales.
Con la intención de potenciar la competitividad del tejido empresarial catalán, Acció también asesora a las empresas a la hora de conseguir financiación, las ayuda a crecer mediante programas de capacitación y las orienta en materia de clústeres, entre otros programas y servicios de apoyo. Por su parte, las startups son también una prioridad por la agencia pública, no solo por sus proyectos disruptivos que impactan sobre el tejido empresarial catalán, sino también porque son una fuente de innovación para empresas de mayor envergadura. En definitiva, Acció debe adaptarse a todo el ecosistema empresarial catalán, convirtiéndose en el mejor acompañante para la empresa.

## Atracción de inversiones e internacionalización
Acció pone a disposición de la empresa catalana una red de 40 Oficinas Exteriores de Comercio y de Inversiones en todo el mundo que dan cobertura a más de 100 mercados. Desde Acció se promueve la conexión de la empresa catalana al mundo y la asesora a la hora de implantarse en nuevos mercados y descubrir oportunidades de negocio globales, además de ayudarlas en el proceso de internacionalización de la innovación (búsqueda de socios internacionales, de proyectos de cooperación tecnológica, organización de misiones empresariales internacionales, etc.), gracias al apoyo y conocimiento local de su equipo especializado. La primera oficina de Acció en el extranjero se abrió en Tokio en 1988.

## Acció en Cataluña
Además de su sede central de Barcelona, Acció tiene siete delegaciones en Cataluña que refuerzan su vocación de servicio y de proximidad a la empresa. Las delegaciones trabajan para conocer de primera mano las necesidades de las empresas, dar respuesta y detectar las oportunidades a nivel local. Estas delegaciones son:
- Alto Panadés, Garraf y Maresme, que cubre estas tres comarcas de la provincia de Barcelona.[10]
- Alto Pirineo y Valle de Arán, que cubre las comarcas de Alto Urgel, Alta Ribagorza, Cerdaña, Pallars Inferior, Pallars Superior y el Valle de Arán.[11]
- Cataluña Central, que cubre las comarcas de Noya, Bages, Bergadá, Moyanés, Osona y Solsonés.[12]
- Girona, que cubre las comarcas del Alto Ampurdán, el Bajo Ampurdán, La Garrocha, el Gironés, el Ripollés y el Pla de l'Estany.[13]
- Lleida, que cubre las comarcas de Las Garriguas, la Noguera, el Segriá, la Plana de Urgel y Segarra.[14]
- Tarragona, que cubre las comarcas de Alto Campo, Bajo Campo, Bajo Panadés, Cuenca de Barberá, El Priorato y el Tarragonés.[15]
- Tierras del Ebro, que cubre las comarcas del Bajo Ebro, Montsiá, Ribera de Ebro y Tierra Alta.[16]

## Acció en el mundo
- Oficina Exterior de Cataluña en Bruselas: Financiación de Proyectos y Licitaciones por parte de la Unión Europea
- Oficina Exterior de Cataluña en Washington: Delegación ante Organismos Multilaterales: Banco Mundial, BID, etc.[17]